# Zoophthora crassispora
Zoophthora crassispora är en svampart som beskrevs av Balazy 1993. Zoophthora crassispora ingår i släktet Zoophthora och familjen Entomophthoraceae.   Inga underarter finns listade i Catalogue of Life.